# ارینا کازاکووا
ارینا کازاکووا (به انگلیسی: Irina Kazakova) ژیمناست زادهٔ ۲۳ سپتامبر ۱۹۸۶ میلادی اهل کشور روسیه است.